# Боке (фотографија)
Боке је термин који се користи у свету фотографије и означава дубинску неизоштреност позадине. Тај ефекат је често добродошао код портретирања. Технички је могућ код сваког СЛР апарата на који је стављен објектив са кратком блендом. Најчешће се за добар боке користе prime објективи (за портрете) и макро објективи (код макро фотографије). Већи отвор бленде даје и мању дубинску оштрину.

## Галерија
- Приказ мале дубинске оштрине у тексту са блендом ф/2.0 на сочиву Олимпус Зуико ЕД 50 mm
- Примјер врло кратке дубинске оштрине-замагљеност испред и иза фокусираног предмета.